# Héctor Gómez Olivera
Héctor Gómez Olivera, Buenos Aires, 19 de julio de 1914 - id., 17 de julio de 2010)

## Biografía
Gómez Olivera, siendo muy joven, con tan solo 13 años, se unió al ejército, donde desarrolló una importante carrera militar llegando al grado de Coronel.
Prestó servicios como militar durante algunos años en la provincia del Chaco, lo que le permitió tener un profundo conocimiento de toda la región.
Luego de ser nombrado Coronel, y luego de ser nombrado director del Regimiento de Infantería del Monte 29, fue nombrado por decreto presidencial, por el presidente Onganía, el día 29 de junio de 1966 gobernador de facto de la Provincia de Formosa, cargo que ocupó hasta el 7 de agosto de ese mismo año, 1966.
Durante su gestión nombró intendente al Sr. Servio Tulio Ciara. El 1º de abril de 1994, es invitado a descubrir su placa y fotografía en el Museo Juan Pablo Duffard. El 2 de abril, acepta y participa del acto, realizado el 8 de abril del mismo año, descubriendo su placa junto al entonces gobernador don Vicente Joga. Fallece en la misma ciudad en la que nació un 19 de julio de 1914, el 31 de agosto de 1996, de gripe.